# Sarcomelicope sarcococca
Sarcomelicope sarcococca är en vinruteväxtart som beskrevs av Adolf Engler. Sarcomelicope sarcococca ingår i släktet Sarcomelicope och familjen vinruteväxter. Inga underarter finns listade i Catalogue of Life.